# Londonistan

Anteil an Islamanhängern in London, Zensus von 2011

Londonistan ist eine abwertende Bezeichnung für die britische Hauptstadt London und die Tolerierung der Präsenz von verschiedenen islamistischen Gruppen in London und anderen Städten Großbritanniens durch die britische Regierung, solange jene ihre radikalen Kampagnen und Terroraktivitäten außerhalb der britischen Insel durchführten.
Der Ausdruck ist eine Ableitung aus dem Städtenamen „London“ mittels des persischen Suffix „-stan“. Der Begriff wurde in einer Reihe von Publikationen verwendet, darunter von der New York Times, Vanity Fair, The Weekly Standard und Londonistan: How Britain is Creating a Terror State Within, einem Bestseller von 2006. Einer Theorie zufolge geht der Ausdruck auf die Mitte der 1990er Jahre zurück, als französische Beamte so ihren Unmut äußerten über die wachsende Präsenz islamistischer Radikaler in London und die Unfähigkeit der britischen Behörden, dagegen etwas zu unternehmen.
In mehreren internationalen Leitmedien wurde nach den Terroranschlägen am 7. Juli 2005 in London der Vorwurf geäußert, dass britische Sicherheitsbehörden jahrelang nicht entschieden genug gegen islamistische Terroristen vorgingen, um sich Frieden im eigenen Land zu erkaufen.
Ludwig W. Adamec merkt an, dass westliche Regierungen islamistische Gruppen in ihren Ländern ermutigten, Unruhe zu schüren und den bewaffneten Kampf gegen den Kommunismus zu führen, wobei der Druck aus dem Ausland und der 11. September dies geändert hätten. Das Terrorismusgesetz von 2000 (Terrorism Act 2000) und das Gesetz zu Antiterrorismus, Verbrechen und Sicherheit von 2001 (Anti-terrorism, Crime and Security Act 2001) erlaubten es der Regierung, Personen ohne Anklage zu verhaften, wenn ihre Anwesenheit im Vereinigten Königreich als „dem öffentlichen Wohl nicht förderlich“ angesehen wird. Siehe auch USA PATRIOT Act.